# Підземна нейтринна обсерваторія Цзяньмень
 — Нейтринна обсерваторія Цзяньмень
 — Янцзяньська АЕС
 — Тайшаньська АЕС
Підземна нейтринна обсерваторія Цзяньмень (англ. Jiangmen Underground Neutrino Observatory, JUNO), також Цзяньменьський нейтринний експеримент (кит.: 江门中微子实验) — нейтринна обсерваторія, яка будується для проведення реакторного нейтринного експерименту в Цзяньмень, провінція Ґуандун на півдні Китаю. Розміщується на відстані 53 км від Тайшанської та Янцзяньської атомних електростанцій.
Планування експерименту почалося 2013 року, у липні 2014 року досягнуто угоди про міжнародне співробітництво у рамках проєкту. Будівництво обсерваторії розпочалося у січні 2015 року. Спершу завершення будівництва було заплановано на 2020 рік, після чого очікувалось більш ніж 20-річна робота обсерваторії. Потім планувалося, що збір даних розпочнеться у 2023 році, однак станом на жовтень 2024 року об'єкт JUNO вартістю 376 мільйонів доларів США має запрацювати у другій половині 2025 року.

## Детектор
Поточний проєкт передбачає наступне:
Для захисту від космічного випромінювання обсерваторія знаходиться на глибині 700 метрів, еквівалентний шар води дорівнює 1850 метрам.
Нейтринний детектор обсерваторії складається з 20 тисяч тон рідкого органічного сцинтилятора, яким заповнено прозору сферу діаметром 35.4 м. Сцинтилятором є 2,5-діфенілоксазол, розчинений у лінійному алкилбензені. Навколо сфери зі сцинтилятором розміщено близько 17 000 фотоелектронних помножувачів діаметром 20 дюймів (508 мм).
Сфера підтримується конструкцією з нержавіючої сталі і розміщена у циліндричному резервуарі діаметром та висотою 43 м, заповненому водою. Черенковське випромінювання, викликане проходженням космічних частинок через воду, спостерігається за допомогою 1600 додаткових фотоелектронних помножувачів. Сигнали з цих помножувачів використовуються для створення системи вето, яка допомагає відрізнити сцинтиляційні спалахи від проходження через основний детектор нейтрино і космічних частинок.